# Exportsubvention
Exportsubvention är ett handelspolitiskt verktyg som är motsatsen till en importtull. 
Vid exportsubventioner så betalar staten pengar till inhemska producenter för att de ska exportera en vara. Subventionen kan antingen vara specifik (per produkt) eller ad valorem(per sektor). Prismässigt ger subventionen samma effekt på marknaden som en importtull och det inhemska priset stiger och det utländska faller genom att subventionen fördelas både på den inhemska prishöjningen och den utländska prissäkningen. Precis som importtullen ger exportsubventionen samma omfördelningseffekter på välfärden där konsumenter förlorar och producenter vinner i det inhemska landet (som exporterar) och i de importerande länderna förlorar producenterna och konsumenterna vinner. 
Exportsubventionen har till skillnad från importtullen ytterligare två negativa effekter för nationen varav den ena är att subventionen måste bekostas av staten vilket innebär ytterligare kostnader och större välfärdförlust. Den andra negativa skillnaden är att en exportsubvention försämrar ett lands handelsbalans. 
Idag är en av de största subventionerna EU:s subventioner till dess jordbrukare enligt gemensamma jordbrukspolitiken. 